# Победити старење
Победити старење: Пробоји на пољу подмлађивања који би могли преокренути старење човека током нашег живота (енгл. Ending Aging: The Rejuvenation Breakthroughs that Could Reverse Human Aging in Our Lifetime) je књига из 2007. године коју је написао Обри де Греј, биомедицински геронтолог, са својим истраживачким асистентом Мајклом Рејем. Победити старење описује де Грејов предлог за уклањање старења као узрока немоћи и смрти код људи и враћање тела у младолико стање неограниченог трајања, што је план пројекта који назива „Стратегије за пројектовано занемарљиво старење“ (Strategies for Engineered Negligible Senescence) односно „SENS“. Де Греј тврди да је победа над старењем изводљива, вероватно у року од неколико деценија, и наводи кораке који се могу предузети да би се убрзао развој третмана регенеративне медицине који ће спасити животе.

## Издања
- St. Martin's Press, 1. издање (тврди повез), објављено 4. септембра 2007:  0-312-36706-6
- St. Martin's Griffin, 1. прештампано издање са новим поговором (меки повез), објављено 14. октобра 2008:  0-312-36707-4

## Преводи
- Немачки: Niemals alt!: So lässt sich das Altern umkehren.Fortschritte der Verjüngungsforschung. transcript Verlag, Bielefeld 2010
- Шпански: El Fin del Envejecimiento.Los avances que podrían revertir el envejecimiento humano durante nuestra vida, Lola Books, Berlín 2013
- Италијански: La fine dell'invecchiamento: Come la scienza potrà esaudire il sogno dell'eterna giovinezza., D Editore, Roma 2016
- Португалски: O fim do envelhecimento: Os avanços que poderiam reverter o envelhecimento humano durante nossa vida, NTZ, 2018